# Egestria toeniata
Egestria toeniata là một loài bọ cánh cứng trong họ Anthicidae. Loài này được Pascoe miêu tả khoa học năm 1871.